# Неть
Неть — река в России, протекает в Оренбургской области. Устье реки находится в 154 км по правому берегу реки Салмыш. Длина реки составляет 48 км.
- В 7 км от устья, по правому берегу реки впадает река Ключ.
- В 14 км от устья, по правому берегу реки впадает река Искагинтамак.

## Название
Топоним Неть, предположительно, происходит от личного мужского имени (у татар известно имя Ният, у казахов — Ниет, у башкир — Ниэтбай), которое, в свою очередь, восходит к тюркскому «намерение», «замысел».

## Данные водного реестра
По данным государственного водного реестра России относится к Уральскому бассейновому округу, водохозяйственный участок реки — Сакмара от впадения реки Большой Ик и до устья, речной подбассейн реки — подбассейн отсутствует. Речной бассейн реки — Урал (российская часть бассейна).
Код объекта в государственном водном реестре — 12010000712112200006671.